# Filmjahr 1893
Liste der Filmjahre

◄ | 1889 | 1890 | 1891 | 1892 | Filmjahr 1893 | 1894 | 1895 | 1896 | 1897 | ► | ►►

Weitere Ereignisse

## Ereignisse
- Anfang des Jahres 1893 eröffnet Thomas Alva Edison in West Orange, New Jersey die Black Maria, das erste Produktionsstudio für kinetographische Filme. Im Mai dieses Jahres führt er dort hergestellte Filme der Öffentlichkeit vor, die von seinem Assistenten William Dickson im August bei der Library of Congress eingereicht werden, um sie urheberrechtlich zu schützen. Unter anderem Blacksmith Scene, der als erster für kommerzielle Vorführungen produzierte Film gilt.
- William Dickson führt das 35-mm-Filmformat ein.

## Geboren

### Erstes Halbjahr

Conrad Veidt

- 02. Januar: Ernst Marischka, österreichischer Regisseur und Drehbuchautor († 1963)
- 22. Januar: Conrad Veidt, deutscher Schauspieler († 1943)

- 19. Februar: Cedric Hardwicke, britischer Schauspieler, Regisseur und Produzent († 1964)

- 22. März: Manfred Noa, deutscher Regisseur († 1930)

- 12. April: Robert Harron, US-amerikanischer Schauspieler († 1920)
- 20. April: Harold Lloyd, US-amerikanischer Schauspieler und Regisseur († 1971)
- 23. April: Frank Borzage, US-amerikanischer Regisseur († 1962)

- 08. Juni: Ernest B. Schoedsack, US-amerikanischer Regisseur († 1979)
- 09. Juni: Lottie Pickford, US-amerikanische Schauspielerin († 1936)
- 22. Juni: Cynthia Harnett, britische Schriftstellerin († 1981)

### Zweites Halbjahr

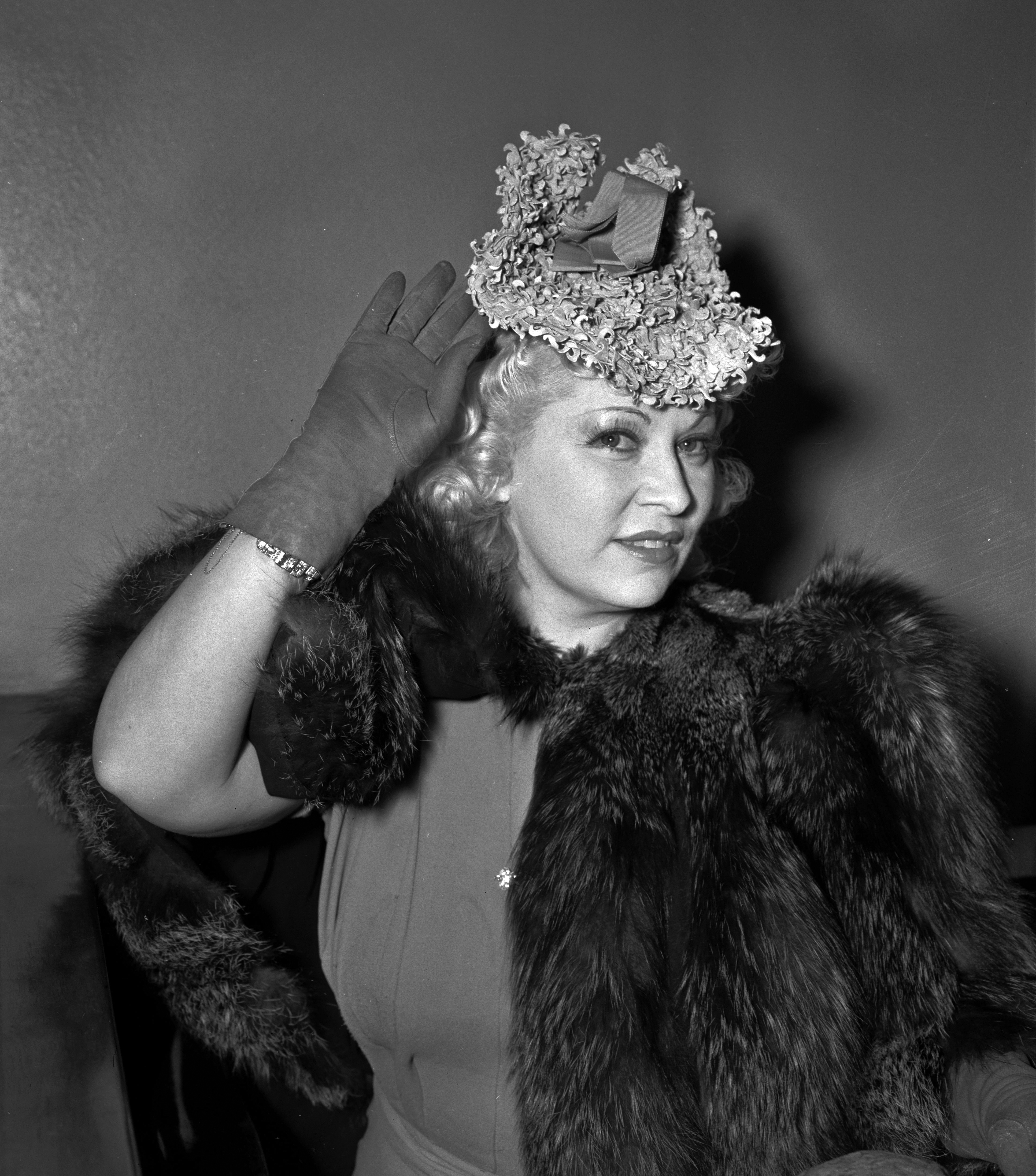
Mae West

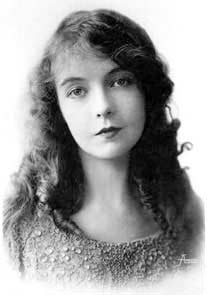
Lillian Gish

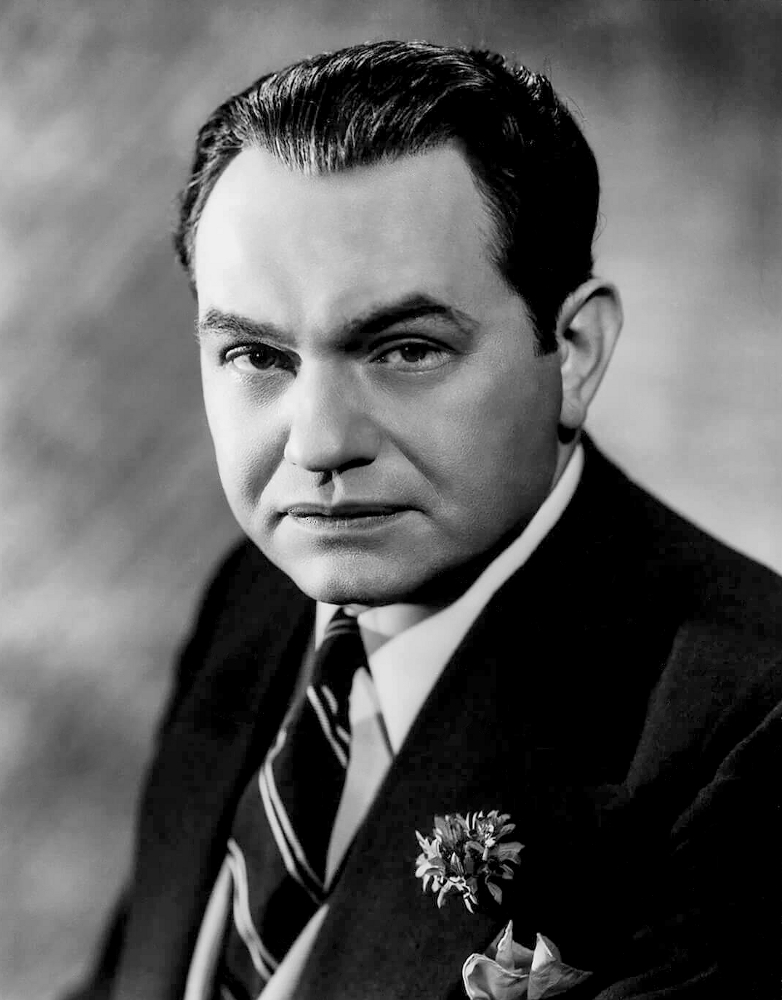
Edward G. Robinson

- 15. Juli: William Dieterle, deutsch-amerikanischer Regisseur († 1972)
- 18. Juli: Richard Dix, US-amerikanischer Schauspieler († 1949)
- 21. Juli: Eugen Schüfftan, deutscher Kameramann und Spezialeffekt-Pionier († 1977)
- 25. Juli: Wladimir Gaidarow, russischer Schauspieler († 1976)

- 06. August: Guthrie McClintic, US-amerikanischer Schauspieler und Produzent († 1961)
- 12. August: Oscar Deutsch, britischer Kinobetreiber († 1941)
- 14. August: Hans Rouc, österreichischer Filmarchitekt († 1963)
- 17. August: Mae West, US-amerikanische Schauspielerin († 1980)
- 22. August: Ernst Waldow, deutscher Schauspieler († 1964)
- 29. August: Diana Cooper, britische Schauspielerin († 1986)

- 10. September: Al St. John, US-amerikanischer Schauspieler († 1963)
- 16. September: Alexander Korda, ungarisch-britischer Regisseur († 1956)
- 30. September: Otto Wernicke, deutscher Schauspieler († 1965)

- 09. Oktober: Heinrich George, deutscher Schauspieler († 1946)
- 14. Oktober: Lillian Gish, US-amerikanische Schauspielerin († 1993)
- 20. Oktober: Charley Chase, US-amerikanischer Schauspieler († 1940)
- 23. Oktober: Jean Acker, US-amerikanische Schauspielerin († 1978)
- 30. Oktober: Willy Maertens, deutscher Schauspieler und Regisseur († 1967)

- 17. November: Georg Pahl, deutscher Schauspieler und Hörspielsprecher († 1957)

- 07. Dezember: Fay Bainter, US-amerikanische Schauspielerin († 1968)
- 12. Dezember: Edward G. Robinson, US-amerikanischer Schauspieler († 1973)
- 15. Dezember: Victor Milner, US-amerikanischer Kameramann († 1972)
- 29. Dezember: Berthold Bartosch, deutscher Animator und Regisseur († 1968)

### Genaues Geburtsdatum unbekannt
- Ludwig Meybert, deutscher Schauspieler, Theaterregisseur und Hörspielsprecher († 1961)